# رولو هايمان
رولو هايمان هو سياسي زيمبابوي، ولد في 4 مايو 1925 في بانبوري في المملكة المتحدة، وتوفي في 3 أبريل 2008 في هويك في جنوب أفريقيا. نشط حزبياً في United Federal Party ‏. وقد انتخب عضو مجلس نواب زيمبابوي ‏.